# Marcello Guasti
Marcello Guasti (Firenze, 17 novembre 1924 – Bagno a Ripoli, 11 gennaio 2019) è stato uno scultore e incisore italiano.

## Biografia
Dal 1937 studiò all'Istituto statale d'arte di Firenze, diplomandosi nel 1945 nella sezione di Arti Grafiche dove fu allievo di Pietro Parigi. Dal 1960 iniziò ad insegnare, prima nella scuola fiorentina del libro e poi nello stesso istituto di Porta Romana fino al 1982. Dopo aver allestito il suo studio laboratorio in alcuni locali del vecchio Conventino, continuò l'insegnamento in forma privata. Nel 2000 trasferì lo studio nella casa di Terzano, nella zona collinare di Bagno a Ripoli, dove già abitava.
Espose alla Biennale di Venezia nel 1948 e nel 1956; partecipò alla Quadriennale di Roma nel 1951-52, 1965-66 e 1973. 
È morto l’11 gennaio 2019 nella sua abitazione per cause naturali.

## Opere
Attivo prevalentemente in Toscana, a partire dai primi anni quaranta e fino all'inizio del decennio successivo si dedicò alla pittura e alla xilografia in bianco e nero: soggetti ricorrenti erano quelli legati al lavoro lungo le rive dell'Arno, come le barche e i renaioli, rappresentati con uno stile figurativo arcaico, vicino a quello egizio o etrusco, caratteristiche poi riprese nelle prime sculture, risalenti ai primi anni cinquanta e realizzate spesso in legno.
Dalla fine del decennio la scultura prese il sopravvento sulla pittura e l'incisione. Essa si orientò decisamente a una ricerca informale, astratta e decorativa. Il passato da pittore riemergeva nell'uso del colore e il legno venne soppiantato da nuovi materiali, abbinati secondo combinazioni peculiari (come piombo e antimonio, cemento e bronzo).
Con gli anni settanta la produzione scultorea di Guasti si era ormai stabilizzata sulla ricerca geometrica, ma caratterizzata dal ricorrere di strutture circolari e sferiche, mentre a partire dal decennio successivo prese corpo una certa aspirazione alla monumentalità, resa attraverso forme squadrate, sviluppate in verticale e a volte contrapposte all'uso di elementi naturali come pietre e massi. Emblematica di questa fase è la scultura-fontana intitolata Terra, Aria, Acqua, Fuoco (1990-95), commissionata dal Comune di Firenze per un'area presso il casello autostradale Firenze-Impruneta dell'Autostrada del Sole, costruita visivamente da due linee convergenti verso l'alto, alta circa dieci metri e realizzata in cemento e bronzo, con un gruppo di massi alla base. Spenta per alcuni anni, fu riattivata nel 2015. Dal 2016 è disattivata e oggetto di una petizione pubblica per riportare l'acqua
Guasti è inoltre ricordato per il Monumento ai tre carabinieri a Fiesole, il Monumento ai caduti a Pian d'Albero a Firenze e per le opere collocate in un percorso all'interno del Parco della Sterpaia. A Pescia in Toscana troviamo invece il monumento del 1961 intitolato "Le 5 classi elementari". Con la moglie, Artemisia Viscoli, ha realizzato Il giardino delle stelle, un bassorilievo presentato alla fiera di Scandicci come progetto per la piazza Matteotti e la piazza Piave.  Ha realizzato Signál (1967) in arenaria boema, a Hořice, Repubblica Ceca, e Equi librio (1973) in dolomite westfalica, a Soest, Germania.
Sue opere sono conservate presso la Galleria d'arte moderna Aroldo Bonzagni (Cento), il Gabinetto dei disegni e delle stampe della Galleria degli Uffizi (Firenze), il Museo Novecento (Firenze),  Museo di arte Contemporanea e del '900 (Monsummano Terme), il Comune di Fiesole,, il MAGI '900 di Pieve di Cento (BO) ed altre collezioni.

## Galleria d'immagini

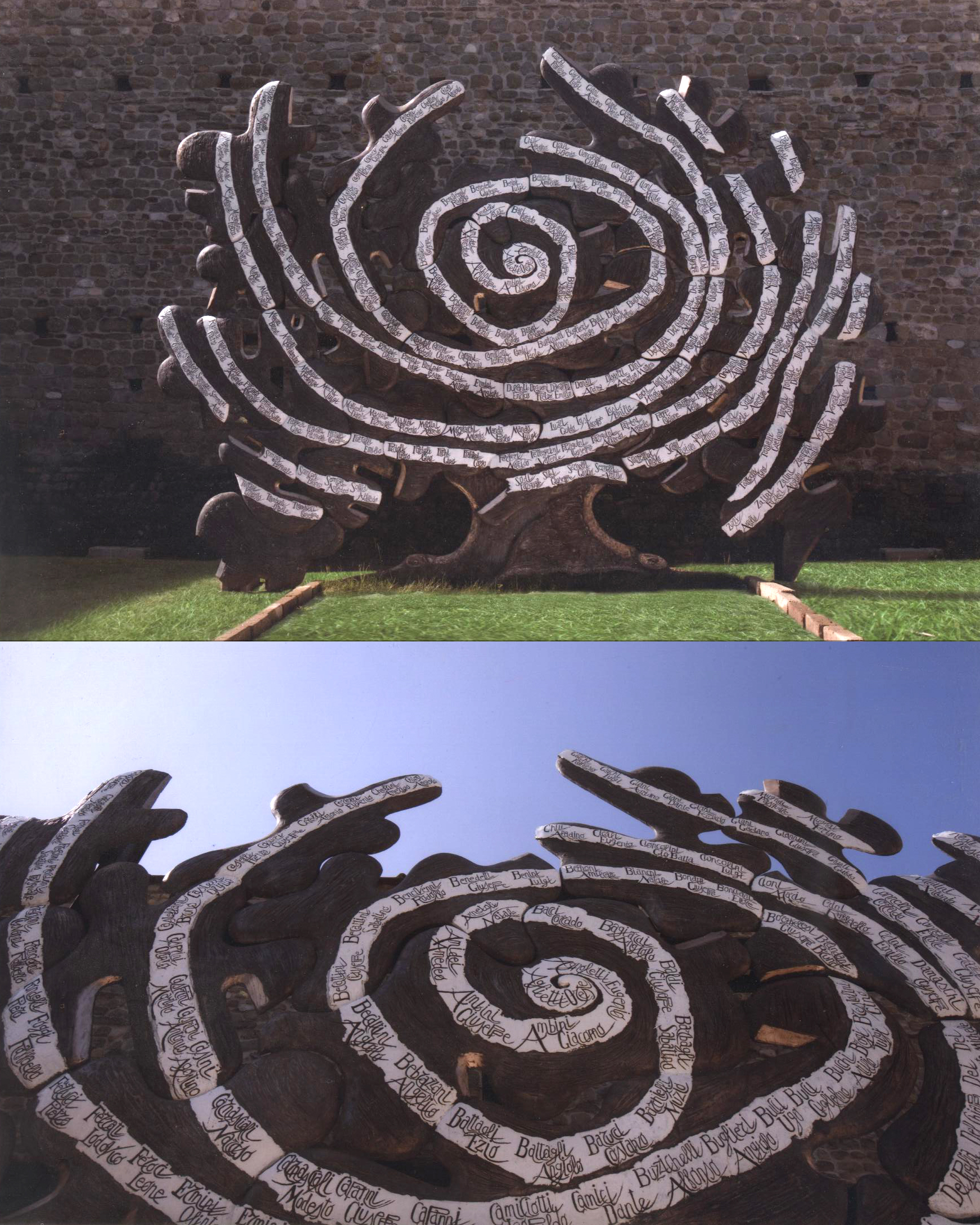
L'albero dell'universo cosmopolita
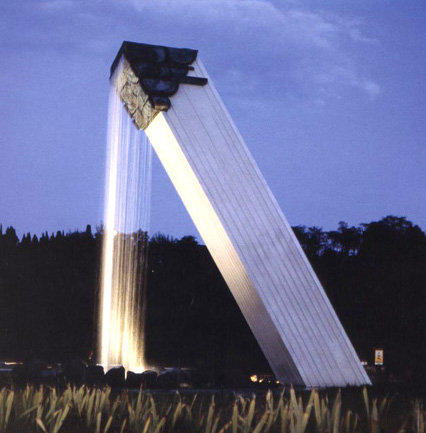
Terra, Aria, Acqua, Fuoco
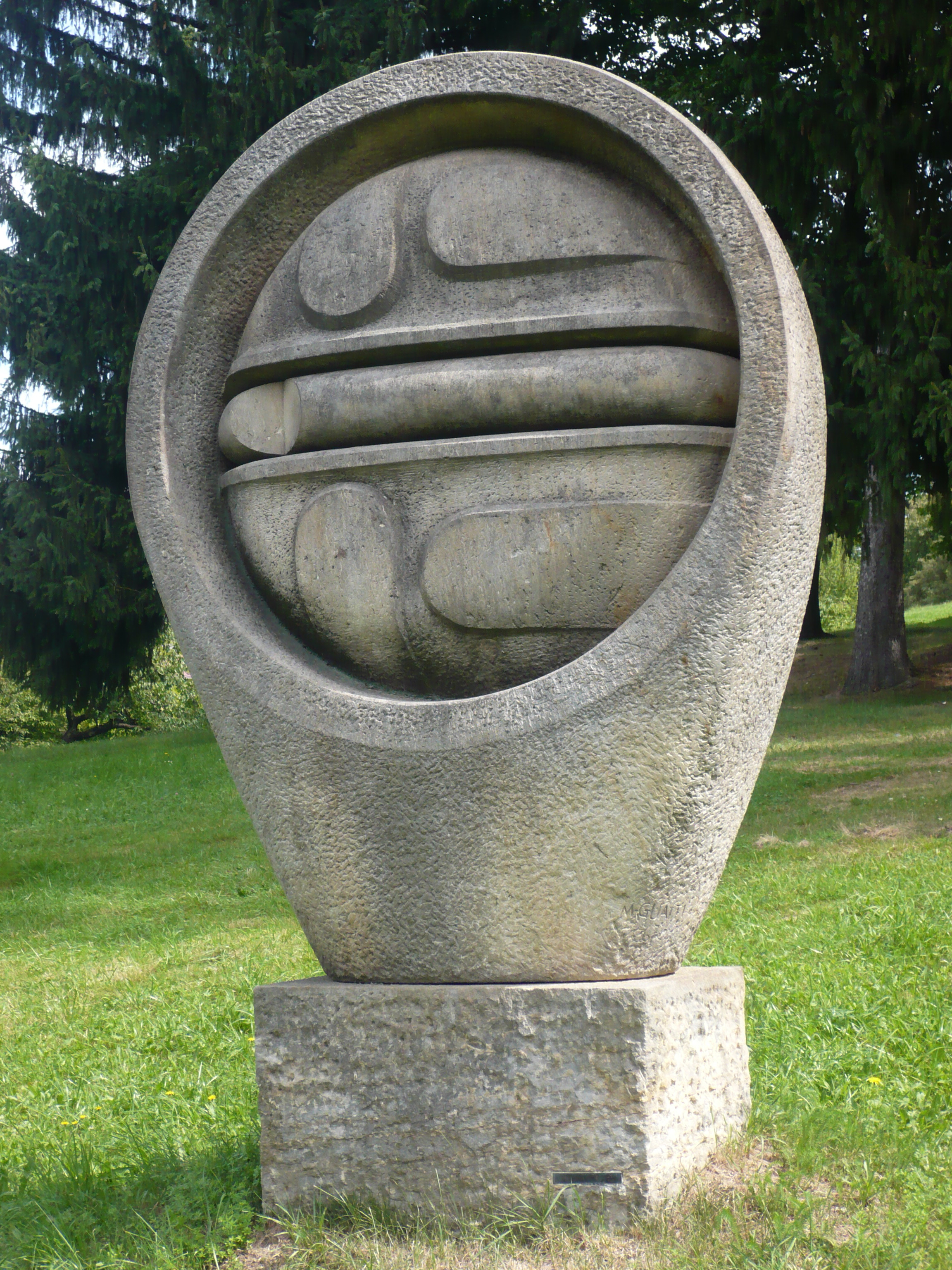
Signál
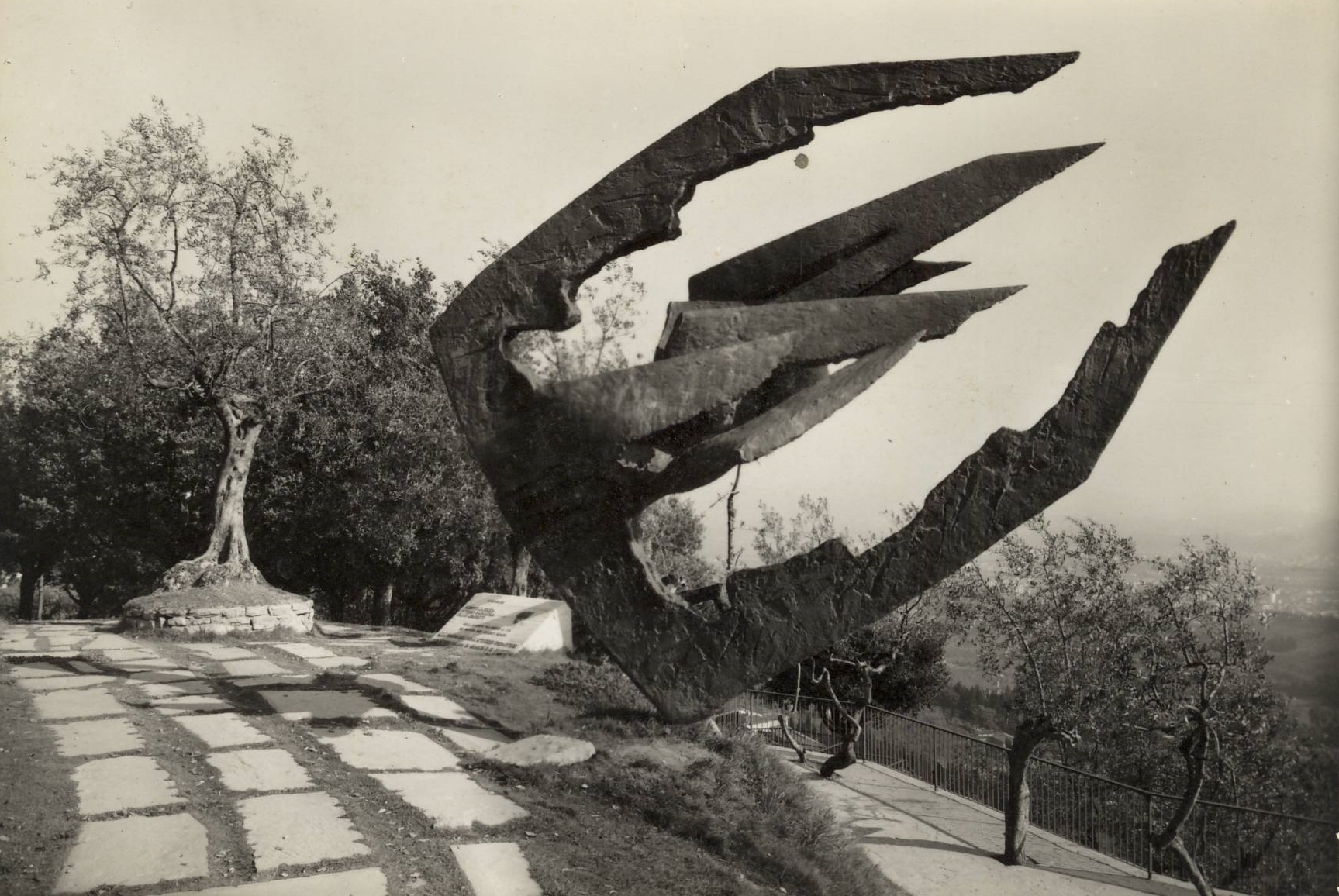
Monumento ai Tre Carabinieri, Fiesole (1964)
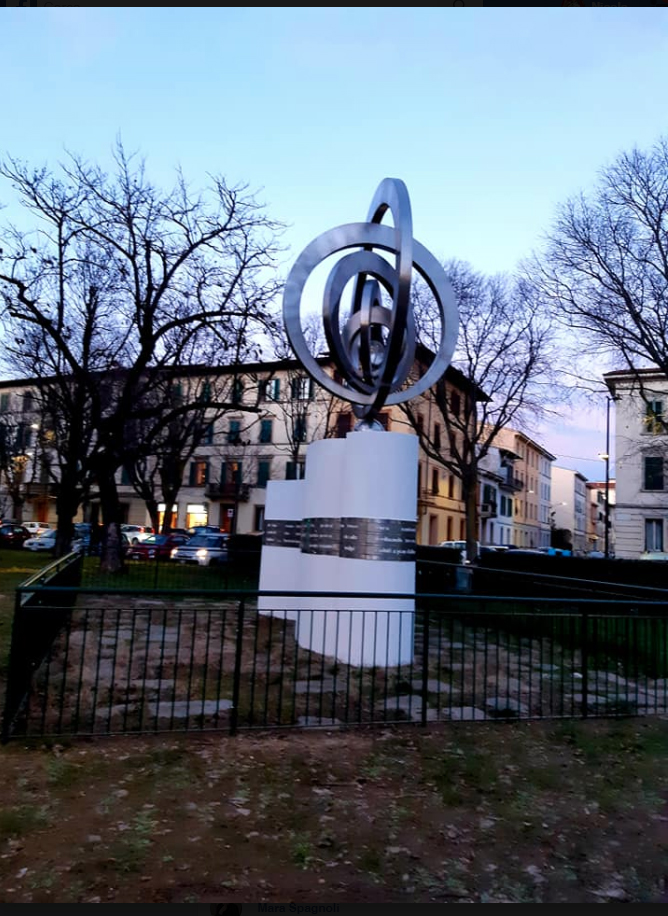
Monumento ai caduti a Pian d'Albero

## Il matrimonio con Artemisia Viscoli

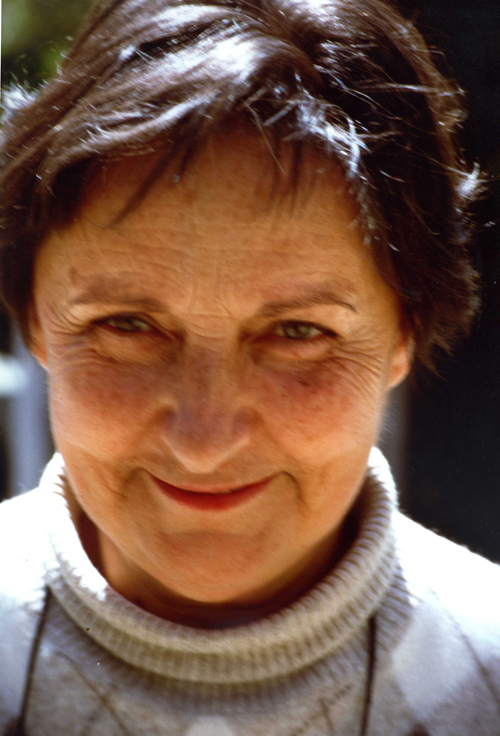
Artemisia Viscoli

Dopo essere stato sposato con Elda Migni, dalla quale ebbe una figlia, Marcello Guasti sposò Artemisia Viscoli (Camerino, 11 luglio 1937 – Bagno a Ripoli, 29 aprile 2022), insegnante e artista poliedrica. Laureata in scienze naturali, sul finire degli anni settanta si iscrisse all'Istituto d'Arte di Firenze facendo poi conoscenza con il futuro marito. La loro casa-studio fu luogo d'incontro di studiosi e artisti di Firenze e dintorni. Con lo scultore ha collaborato per diverse opere, fra le quali la scultura-fontana Terra-Aria-Acqua-Fuoco e il bassorilievo Il giardino delle stelle. Lei stessa ha realizzato diverse sculture e prodotto libri d'arte con le sue poesie ed acqueforti. Il suo primo libro, Absinthium, venne esposto al MoMa di New York nel 1992 nell'ambito della mostra The Artist and the Book in 20th Century Italy, come riportato nel catalogo a cura di Ralph Jentsch. Nel 1989 realizzò la sua opera più monumentale, la scultura Dialogo, tuttora collocata nel giardino della biblioteca di Rignano sull'Arno (FI). Per la manifestazione Ri-trovare Volterra creò nel 1995 Collana per Volterra, un'installazione di 120 metri composta da 60 blocchi di alabastro grezzo, posta nel Parco archeologico. L'amico Mario Luzi scrisse di lei: «Alla scultura mettono capo molte ambizioni. Artemisia è una donna di molte passioni conoscitive e studi: le carte del cielo e del pianeta, della luce e delle ore sono tra quelle che io le conoscevo. Sono quelle che la occupano di piu' e le sollecitano invenzioni, progetti, operosità». Diversamente, lo storico dell'arte Giorgio Di Genova, nella sua Storia dell'arte italiana del '900, sostiene, in estrema sintesi, che: «pur non prive di suggestioni, le realizzazioni della Viscoli sono frutto di una calcolata adesione al modello antinaturalistico del marito, più che di una genuina ricerca creativa». Tale critica appare poco aderente al vero ad un'analisi comparata dell'opera dei due artisti e da autorevoli giudizi di altri, tra cui Francesco Gurrieri, che spesso fanno intuire come sia stato piuttosto il marito a farsi volontariamente contaminare dalle peculiarità della Viscoli.
Di lei è conservata un'opera presso il MAGI '900 - Museo delle eccellenze artistiche e storiche.
Molte delle sue opere sono illustrate nel libro catalogo a cura di Marco Fagioli e Alida Cresti